# Тешово
Тешово (болг. Тешово) — село в Благоевградской области Болгарии. Входит в состав общины Хаджидимово. Находится примерно в 15 км к западу от центра города Хаджидимово и примерно в 79 км к юго-востоку от центра города Благоевград. По данным переписи населения 2011 года, в селе  проживало 187 человек, преобладающая национальность — болгары.

## Население
| Год     | 1934 | 1946 | 1956 | 1965 | 1975 | 1985 | 1992 | 2001 | 2011 |
| ------- | ---- | ---- | ---- | ---- | ---- | ---- | ---- | ---- | ---- |
| Жителей | 1237 | 1399 | 1354 | 1297 | 933  | 643  | 554  | 309  | 187  |

|  |